# Asulconotus chinghaiensis
Asulconotus chinghaiensis är en insektsart som beskrevs av Ying 1974. Asulconotus chinghaiensis ingår i släktet Asulconotus och familjen gräshoppor. Inga underarter finns listade i Catalogue of Life.